# マーク・アボット
マーク・アボット（Mark Abbott、1990年2月20日 - ）は、ジャパンラグビーリーグワン三重ホンダヒートに所属するラグビーユニオン選手。

## プロフィール
- ニュージーランド・クライストチャーチ出身。
- ポジションはロック(LO)。
- 身長 197 cm、体重 112 kg
- ニックネームはアボッシャン。

## 略歴
カンタベリー大学、ホークスベイ、ハリケーンズ を経て、2017年、コカ・コーラレッドスパークスに加入。同年8月20日に行われたジャパンラグビートップリーグ第1節の宗像サニックスブルース戦に途中出場で日本での公式戦初出場を果たす。
2018年12月にはサンウルブズの2019年スコッドに選ばれた。
2019年、宗像サニックスブルースに加入。
2021年、パナソニック ワイルドナイツ(現・埼玉パナソニックワイルドナイツ)に加入。
2024年6月、三重ホンダヒートに入団。